# جيمس إلينغتون
جيمس إلينغتون (بالإنجليزية: James Ellington) مواليد 6 سبتمبر 1985 في لندن، المملكة المتحدة، هو عداء بريطاني متخصص في سباق 100 متر. أفضل رقم شخصي له هو 10.16 (100 م). مثل بلاده في الأولمبياد. سبق أن فاز بالميدالية الذهبية في بطولة أوروبا لألعاب القوى.

## الميداليات
| الميدالية | المسابقة                       |
| --------- | ------------------------------ |
| ذهبية     | بطولة أوروبا لألعاب القوى 2014 |
| فضية      | دورة ألعاب الكومنولث 2014      |

## روابط خارجية
- جيمس إلينغتون على موقع الاتحاد الدولي لألعاب القوى (الإنجليزية)
- جيمس إلينغتون على موقع الدوري الماسي (الإنجليزية)
- جيمس إلينغتون على موقع اللجنة الأولمبية الدولية (الإنجليزية)
- جيمس إلينغتون على موقع أوليمبيديا (الإنجليزية)
- جيمس إلينغتون على موقع اللجنة الأولمبية البريطانية (الإنجليزية)
- جيمس إلينغتون على موقع اتحاد ألعاب الكومنولث (مؤرشف) (الإنجليزية)